# Jim Shanklin
Pas d'image ? Cliquez ici

a Compétitions nationales et continentales officielles uniquement.

b Matchs officiels uniquement.
Dernière mise à jour le 23 juin 2025.
James Llewellyn Shanklin dit Jim Shanklin, est né le 11 décembre 1948 à East Williamston, Tenby. C’est un joueur de rugby à XV, qui joue avec l'équipe du Pays de Galles de 1970 à 1973, évoluant au poste d'ailier.
Il est le père de Tom Shanklin qui est aussi international gallois.

## Carrière

### En équipe nationale
Jim Shanklin dispute son premier test match le 4 avril 1970, contre l'équipe de France. Il joue son dernier test match avec les Gallois le 24 mars 1973, également contre l'équipe de France.

## Palmarès
- 4 sélections
- 1 essai
- Sélections par année : 1 en 1970, 1 en 1972, 2 en 1973
- Tournois des Cinq Nations disputés : 1970, 1973
- Victoires dans le tournoi 1970, 1973